# 葉唇笛鯛
葉唇笛鯛為輻鰭魚綱刺尾鯛目笛鯛科的其中一種，也是葉唇笛鯛屬的唯一一種。

## 分布
分布於印度西太平洋區，從阿拉伯海至萬那杜，北起琉球群島，南迄澳洲北部海域，棲息深度90-340公尺。

## 形態
本魚口大，唇厚，上頜骨無鱗，背鰭和臀鰭基部無鱗，背鰭硬棘10枚，背鰭軟條10枚，臀鰭硬棘3枚，臀鰭軟條8枚，體長可達50公分。

## 生態
生活在岩石底質的大陸棚，屬肉食性，以魚類、無脊椎動物等為食。

## 經濟利用
可作為食用魚。